# Greben (Vis)
Otočić Greben je nenaseljeni otočić u hrvatskom dijelu Jadranskog mora. Leži oko 1 km istočno od otoka Visa.
Površina otoka je 51.690 m2, duljina obalne crte 1482 m, a visina 32 metara.
Kod Grebena su ostatci brodoloma iz 18./19. stoljeća.

## Vanjske poveznice
|  | Zajednički poslužitelj ima još gradiva o temi Greben (Vis) |